# (84200) Robertmoore
(84200) Robertmoore est un astéroïde de la ceinture principale.

## Description
(84200) Robertmoore est un astéroïde de la ceinture principale. Il fut découvert le 8 septembre 2002 à Haleakala par le programme NEAT. Il présente une orbite caractérisée par un demi-grand axe de 3,21 UA, une excentricité de 0,08 et une inclinaison de 8,0° par rapport à l'écliptique.

## Compléments